# Sophia-Universität

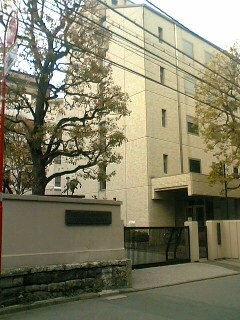
Der Ichigaya-Campus

Sophia-Universität (japanisch 上智大学, Jōchi Daigaku; Latein: Universitas Sedis Sapientiae) ist eine römisch-katholische Universität kirchlichen Rechts in Japan. Sie liegt in Kioi-chō, Chiyoda, Tokio und gilt als Elite-Privatuniversität.

## Geschichte
Im 16. Jahrhundert bewertete der Jesuitenmissionar Franz Xaver den Charakter der Japaner hoch und schrieb einen Brief nach Rom mit der Hoffnung auf eine Universität in der japanischen Hauptstadt.
Einem Wunsch von Papst Pius X. folgend, wurden von der Ordensleitung drei Jesuiten nach Japan berufen. Am 18. Oktober 1908 kam Joseph Dahlmann SJ mit Henri Boucher SJ, vorheriger Leiter einer Jesuitenakademie in Schanghai, und dem Amerikaner James Rockliff SJ, ein in Österreich ausgebildeter gebürtiger Engländer und ehemaliger Superior in einer Jesuitenprovinz in den Vereinigten Staaten, in Yokohama an. 1911 gründeten sie die rechtsfähige Stiftung und den Schulträger „Jōchi Gakuin“. 1913 erfolgte die Gründung der Hochschule als Jōchi Daigaku, später Sophia-Hochschule, auf der Grundlage des Fachschulerlasses durch Hermann Hoffmann SJ. 1928 erlangte diese auch die staatliche Anerkennung des Universitätsstatus aufgrund des Universitätserlasses. Im Jahre 2004 überwiegen die Studentinnen, doch fand die Einführung der Koedukation erst 1957 statt.
Der Name Sophia wurde 1926 aus dem Sedes Sapientiae (Sitz der Weisheit) der Lauretanischen Litanei abgeleitet (die Grundbedeutung von Sophia ist auf Griechisch „Gottes Weisheit“). Der erste Rektor war der deutsche Philosoph Hermann Hoffmann SJ.
Bis 1948 lag die Sophia-Universität in der Verantwortung der Niederdeutschen Provinz des Jesuitenordens, seitdem in der neugegründeten japanischen Vizeprovinz des Ordens. Das Erzbistum Köln unter Joseph Kardinal Frings finanzierte in den 1950er Jahren den weiteren Ausbau der Universität, ebenso wie die deutsche Regierung unter Konrad Adenauer sowie Unternehmen wie Volkswagen, Zeiss und Krupp.

## Organisation
Etwa 1.500 Hochschuldozenten unterrichten auf vier Campus (Yotsuya, Mejiro Seibo, Ichigaya, Shakujii) über 12.000 Studenten in Bachelor-, Master- und PhD-Programmen. Die Hochschule verfügt über einen japanischsprachigen und einen englischsprachigen Campus. Auf dem japanischen Campus machen die Fakultäten für Fremdsprachen den größten Anteil aus. Für die deutsche Sprache gibt es drei Fakultäten: deutsche Sprache, deutsche Literatur und Germanistik. Mit 148 Partnerinstituten in 35 Nationen ist sie eine besonders international geprägte Universität.
Präsidenten waren:
- 1910–1913: Hermann Hoffmann SJ (1863–1937), deutscher Philosoph
- 1913–1937: Hermann Hoffmann SJ (1863–1937), deutscher Philosoph
- 1937–1940: Hermann Heuvers SJ (1890–1977), deutscher Kulturwissenschaftler
- 1940–1946: Paul Yachita Tsuchihashi SJ (1866–1965), japanischer Geisteswissenschaftler[8]
- 1946–1953: Naojiroo Murakami, japanischer Geschichtswissenschaftler
- 1953–1968: Takashi Oizumi SJ, japanischer Geisteswissenschaftler
- 1968–1975: Mikao Moriya, japanischer Ingenieurwissenschaftler
- 1975–1981: Giuseppe Pittau SJ (* 1928), italienischer Rechtswissenschaftler
- 1981–1984: Mutsuo Yanase SJ, japanischer Ingenieurwissenschaftler
- 1984–1987: Tomosuke Hashiguchi, japanischer Geisteswissenschaftler
- 1987–1993: Masao Tsuchida SJ, japanischer Geisteswissenschaftler
- 1993–1999: Keiji Otani, japanischer Geisteswissenschaftler
- 1999–2005: William J. Currie SJ (* 1935), US-amerikanischer Kulturwissenschaftler
- 2005–2017: Yoshiaki Ishizawa (* 1937), japanischer Sprachwissenschaftler
- seit 2017: Yoshiaki Terumichi (* 1962), japanischer Ingenieurwissenschaftler

## Fakultäten
- Shakuji-Campus:
  - Theologie
- Yotsuya-Campus:
  - Philosophie
  - Humanwissenschaften
  - Jura
  - Wirtschaftswissenschaften
  - Fremdsprachen
  - Liberal Arts (bis 2006 Vergleichende Kulturwissenschaften)
  - Naturwissenschaften und Technik

## Publikationen
Die japanologisch-wissenschaftliche Zeitschrift Monumenta Nipponica wird halbjährlich von der Universität herausgegeben.

## Graduiertenabteilung
- Theologische Abteilung
- Philosophische Abteilung
- Literarische Abteilung
- Abteilung der Liberal Arts (2005 gegründet)
- Juristische Abteilung
- Wirtschaftswissenschaftliche Abteilung
- Abteilung für Fremdsprachen
- Abteilung für Naturwissenschaften und Technik

## Bekannte Hochschullehrer
- Ludvík Armbruster SJ (1928–2021), Professor für Philosophie
- Bruno Bitter SJ (1898–1988)
- Inoguchi Kuniko (* 1952), Professorin für Rechtswissenschaften, ständige Vertreterin Japans bei der Abrüstungskonferenz in Genf und Staatsministerin für geschlechtliche Gleichstellung und Staatsministerin für Jugendangelegenheiten und Maßnahmen gegen die sinkende Geburtenrate
- José Llompart SJ (1930–2012), Professor für Rechtsphilosophie und Strafrecht
- Klaus Luhmer SJ (1916–2011), Professor für Pädagogik, langjähriger Verwaltungsleiter (Kanzler) der Sophia-Universität
- Adolfo Nicolás SJ (1936–2020), von 1971 bis 2002 Professor für systematische Theologie; 2008–2016 Generaloberer der Societas Jesu (Jesuitenorden)
- Klaus Riesenhuber SJ (1938–2022), Professor für Philosophie
- Ogata Sadako (1927–2019), ehemalige Professorin für Politikwissenschaften und frühere Hohe Flüchtlingskommissarin der Vereinten Nationen
- Johannes Siemes SJ (1907–1983), Professor für Philosophie
- Matsushita Mitsuo, (* 1933), Professor für Rechtswissenschaften und ehemaliges Mitglied des WTO Appellate Body

## Bekannte Absolventen
- Asama Yoshitaka, Drehbuchautor und Regisseur vieler Filme, z. B. Twilight Samurai
- Saitō Hideo (1902–1974), Komponist
- Agnes Chan, Sängerin
- Nishida Hikaru, Sängerin und Schauspielerin
- Hayami Yū, Schauspielerin, Anime-Sprecherin
- Inoue Hisashi (1934–2010), Schriftsteller
- Kumi Saori, Schriftstellerin
- Ebata Kensuke, Japan-Korrespondent von Jane's Defense Weekly (Experte für Außen-, Militär- und Verteidigungspolitik)
- Tatsumi Takayuki, amerikanischer Literaturwissenschaftler, Science-Fiction-Kritiker, Professor der Keiō-Universität
- Hosokawa Morihiro (* 1938), 79. Ministerpräsident von Japan
- Nishiyama Yuriko, Manga-Autorin, z. B. Harlem Beat
- Robert Whiting, Schriftsteller (japanische Kultur), z. B. The Chrysanthemum and the Bat über japanischen Baseball
- Natsu Miyashita (* 1967), Schriftstellerin
- Crystal Kay (* 1986), Sängerin
- Beni (* 1986), Sängerin
- Kōichi Mashimo (* 1952), Anime-Regisseur

## Bekannte Austauschstudenten
- Jürgen Morhard 1981/82, Botschafter in Sri Lanka
- Franz Waldenberger 1983/84, Professor für japanische Wirtschaft an der Universität München und für 2014–2019 Direktor des Deutschen Instituts für Japanstudien in Tokio